# Skånska gruvan

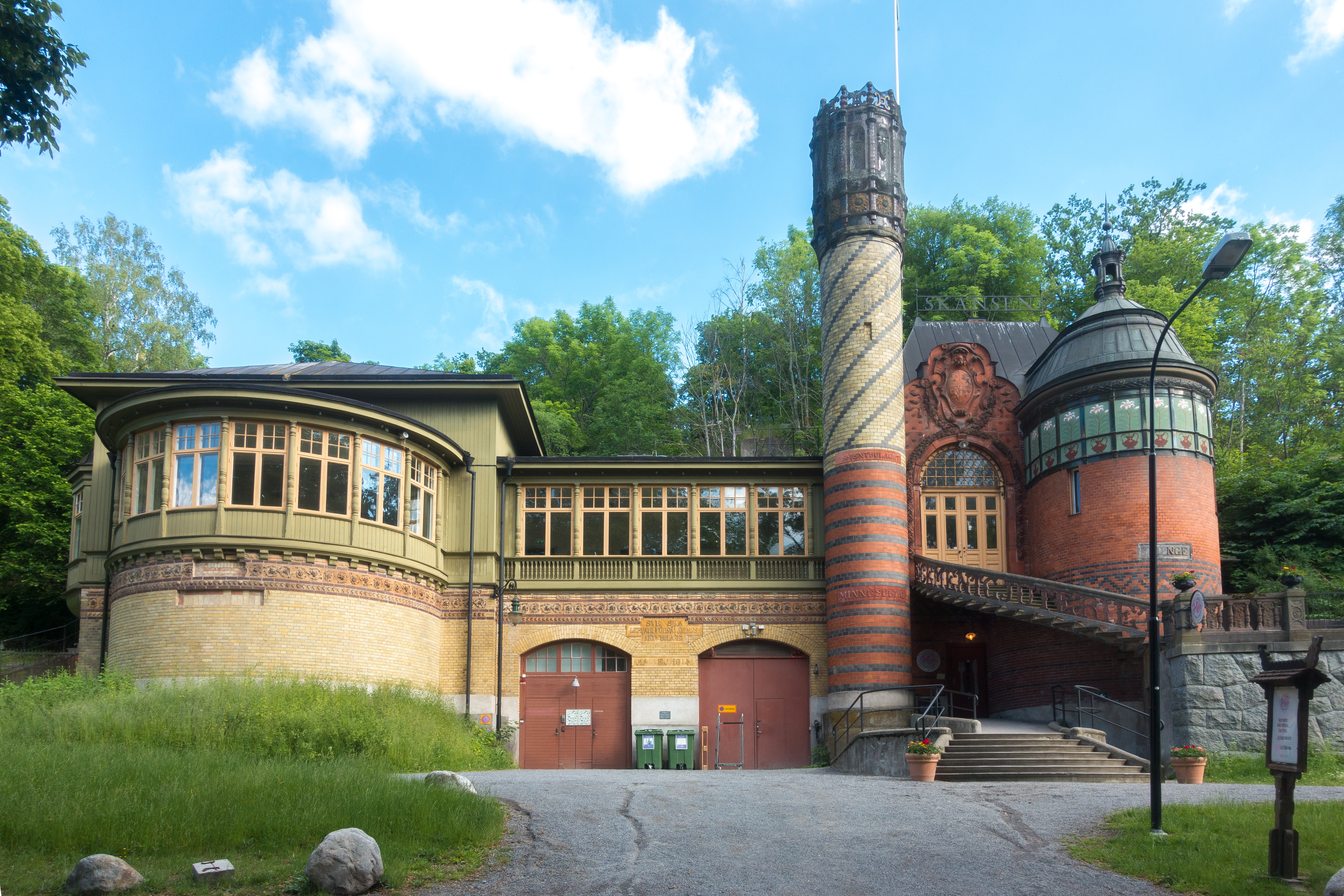
Skånska gruvan på Djurgården i juni 2020.

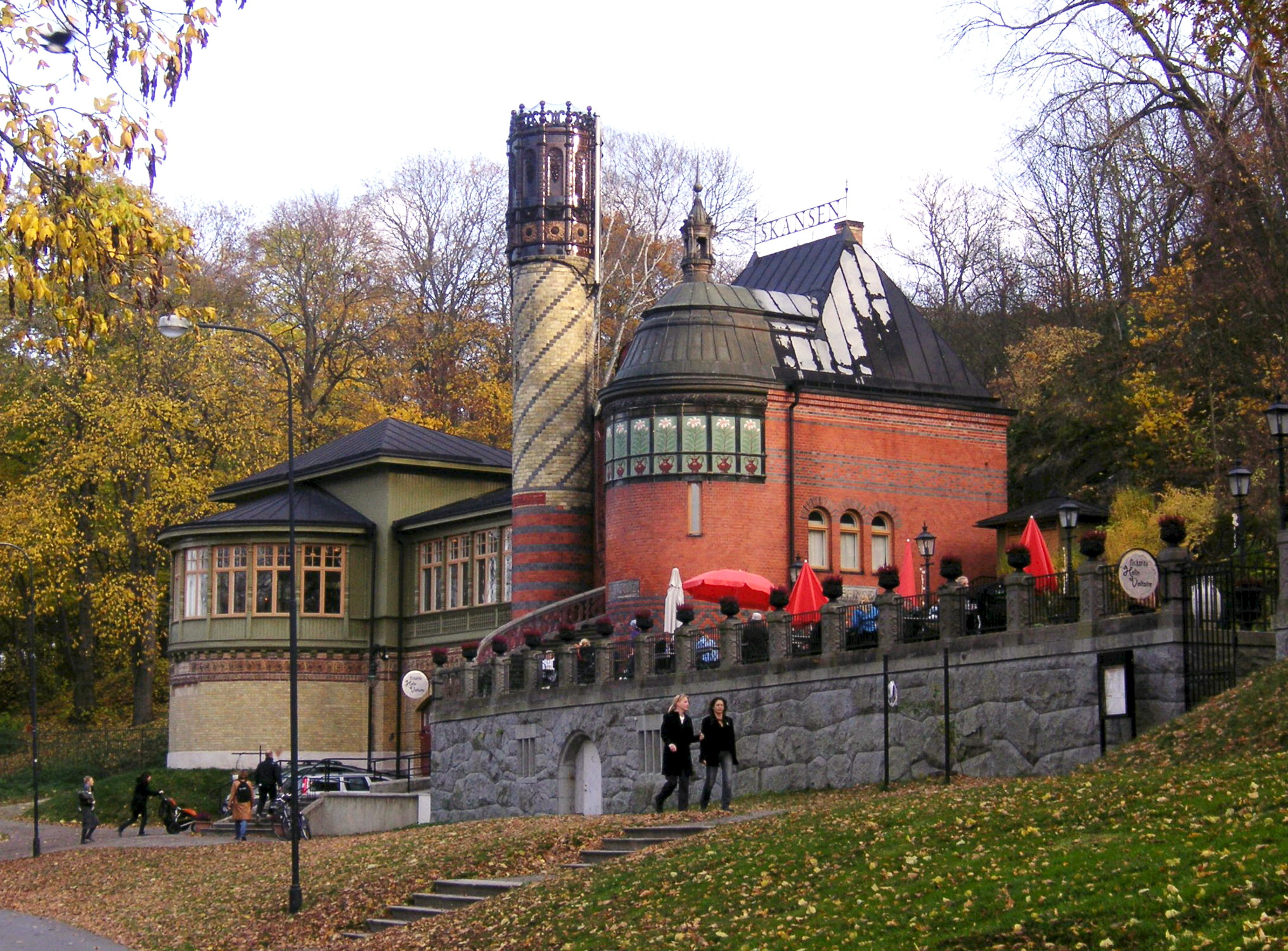
Skånska gruvan med Flickorna Helin Café & Restaurang 2007.

Skånska gruvan är en byggnad på Djurgården i Stockholm, med adress Rosendalsvägen 14. Byggnaden är blåmärkt av Stadsmuseet i Stockholm, vilket innebär "att bebyggelsen bedöms ha synnerligen höga kulturhistoriska värden".

## Beskrivning

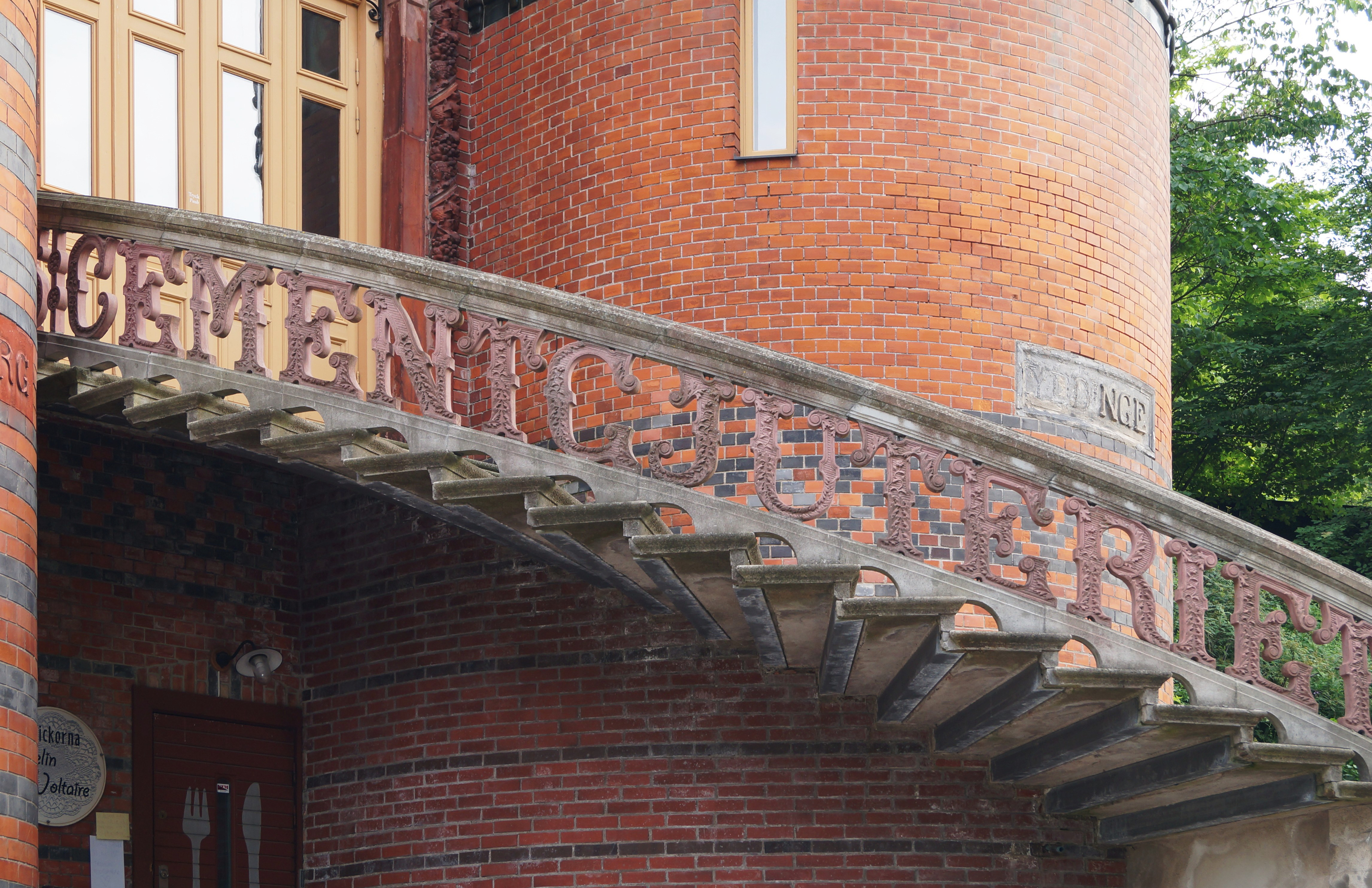
Trappdetalj med texten "CEMENTGJUTERIET" i räcket.

Skånska gruvan ritades av arkitekt Gustaf Wickman och uppfördes som utställningspaviljong till Stockholmsutställningen 1897. Utställare i Skånska gruvan var de skånska tegel- och sockerbruken, kalk- cement- och stenkolsindustrierna som gick samman i en gemensam skånsk paviljong för att synas mera på den stora utställningen. Förutom anknytningen till Skåne, fick Skånska gruvan sitt namn av en konstgjord gruva. 
Anläggningen var den stora publikmagneten som lockade drygt 70 000 besökare och gav byggnaden sitt nuvarande namn. Gruvutställningen har demonterats i etapper under 1900-talet och idag finns inget kvar. När utställningen var slut skänktes Skånska gruvan till Skansen som hade utställningsverksamhet fram till 1924. Då stängdes huset för att bli förråd för museisamlingar.
År 1977 brann huset ner, endast tegelmurarna återstod och en kulissfasad med blindfönster byggdes upp som ett provisorium. År 1999 fick Skansen möjlighet att påbörja renoveringen av den vackra byggnaden, som från och med hösten 2001 kunde användas av Skansens Byggnadsvård som informationslokal för allmänheten.